# Хасуноїке-хан

Мон роду Набесіма

Хасуноїке-хан (яп. 蓮池藩, はすのいけはん) — хан в Японії, у провінції Хідзен, регіоні Кюсю. Дочірній хан Саґа-хану.

## Короткі відомості
- Адміністративний центр: містечко Хасуноїке повіту Саґа[1] (сучасне місто Саґа префектури Саґа).

- Дохід: 52 000 коку.

- Управлявся родом Набесіма, що належав до тодзама і мав статус володаря табору (陣屋). Голови роду мали право бути присутніми у вербовій залі сьоґуна.

- Ліквідований в 1871.

## Правителі
| № | Ім'я              | Ім'я     | Роки        | Ранг, титул     | Примітки                        |
| - | ----------------- | -------- | ----------- | --------------- | ------------------------------- |
| 1 | Набесіма Наодзумі | 鍋島直澄 | 1642 — 1665 | 従五位下 甲斐守 | Третій син Набесіми Кацусіґе    |
| 2 | Набесіма Наоюкі   | 鍋島直之 | 1665 — 1708 | 従五位下 摂津守 | Старший син Набесіми Наодзумі   |
| 3 | Набесіма Наонорі  | 鍋島直称 | 1708 — 1717 | 従五位下 甲斐守 | П'ятий син Набесіми Наодзумі    |
| 4 | Набесіма Наоцуне  | 鍋島直恒 | 1717 — 1749 | 従五位下 摂津守 | Син Набесіми Наонорі            |
| 5 | Набесіма Наоокі   | 鍋島直興 | 1750 — 1757 | 従五位下 甲斐守 | Старший син Набесіми Наоцуне    |
| 6 | Набесіма Наохіро  | 鍋島直寛 | 1757 — 1773 | 従五位下 摂津守 | Четвертий син Набесіми Наоцуне  |
| 7 | Набесіма Наохару  | 鍋島直温 | 1774 — 1816 | 従五位下 甲斐守 | Старший син Набесіми Наохіро    |
| 8 | Набесіма Наотомо  | 鍋島直与 | 1816 — 1845 | 従五位下 摂津守 | Четвертий син Набесіми Харусіґе |
| 9 | Набесіма Наотада  | 鍋島直紀 | 1845 — 1871 | 従五位下 摂津守 | Син Набесіми Наотомо            |